# Enicospilus repentinus
Enicospilus repentinus är en stekelart som först beskrevs av Holmgren 1860.  Enicospilus repentinus ingår i släktet Enicospilus och familjen brokparasitsteklar. Arten är reproducerande i Sverige. Inga underarter finns listade i Catalogue of Life.